# Новопавловка (Бахчисарайский район)
Новопа́вловка (укр. Новопавлівка, крымскотат. Han Eli, Хан Эли) — село в Бахчисарайском районе Республики Крым, в составе Почтовского сельского поселения (согласно административно-территориальному делению Украины — Почтовского поссовета Автономной Республики Крым).

## Современное состояние
В Новопавловке 15 улиц и 2 переулка площадь, занимаемая селом, 38 гектаров, на которой в 248 дворах, по данным сельсовета, на 2009 год, числилось 692 жителя, ранее было одним из отделений совхоза им. Чкалова; в 2010 году площадь села была увеличена до 112,58 га. В селе работает гостинично-спортивный комплекс «Скиф» — тренировочная база футбольного клуба Таврия (до 2014 года), имеется АЗС. Новопавловка связана автобусным сообщением с Бахчисараем, Симферополем и Севастополем.

## Население
| 2001 | 2014 |
| ---- | ---- |
| 758  | ↘683 |

Всеукраинская перепись 2001 года показала следующее распределение по носителям языка:
| Язык             | Число жит. | Процент |
| ---------------- | ---------- | ------- |
| русский          | 687        | 90,63   |
| крымскотатарский | 61         | 8,05    |
| украинский       | 10         | 1,32    |

### Динамика численности
- 1915 год — 85 чел.[15]
- 1926 год — 191 чел.[16]
- 2001 год — 758 чел.
- 2009 год — 692 чел.[9]
- 2014 год — 683 чел.[17]

## География
Новопавловка находится на северо-востоке района, недалеко от слияния рек Альмы с левым притоком Бодраком, на пересечении речных долин с межгорьем Внешней и Внутренней грядам Крымских гор, высота центра села над уровнем моря — 211 м. Село протянулось на три километра вдоль шоссе 35Р-001 Симферополь — Севастополь (по украинской классификации — Н06), в 16 километрах от Бахчисарая, до Симферополя — 20 км. В селе начинаются шоссе, ведущие на Песчаное (35Н-019 и 35К-019 на посёлок Научный, к Крымской Астрофизической обсерватории — соответственно С-0-10202 и Т-0116. В 1 км от села находится железнодорожная станция Почтовая.

## История
На территории современного села, в имении Гунали, ранее принадлежавшего помещику-греку Мазганы, наследницей Анной Павловной Гунали у почтовой дороги Симферополь — Севастополь, в 1866 году была построена каменная церковь св. Митрофана, приписанная к Балтачокракской церкви св. Пантелеймона. На 1872 год жителей имения, станции Альма и временных работников сада числилось 94 мужчины и 87 женщин. Судя по описанию Д. Соколова в книге «Прогулка по Крыму с целью ознакомить с ним» 1869 года, на месте современного села располагались почтовая станция и питейное заведение (на трехверстовой карте Шуберта 1865—1876 года обозначен трактир).
Село Новопавловка образовалось в начале XX века: в «Списке населённых пунктов в Таврической губернии по сведениям 1909 года» уже числится деревня Ново-Павловка. Согласно Статистическому справочнику Таврической губернии. Ч.II-я. Статистический очерк, выпуск шестой Симферопольский уезд, 1915 год, в деревне Новопавловка (бывшее владение Гунали) Тав-Бадракской волости Симферопольского уезда числилось 12 дворов с русским населением в количестве 85 человек приписных жителей". В общем владении было 4 десятины удобной земли. 1 двор был с землёй, остальные безземельные. В хозяйствах имелось 36 лошадей, 42 волов, 18 коров, 17 телят и жеребят и 200 голов мелкого скота. Имение Гунали «Хан-Эли» включало 100 тысяч десятин фруктовых (в основном — яблочных) садов. Согласно путеводителю К. Ю. Бумбера 1914 года, в имении существовала церковь.

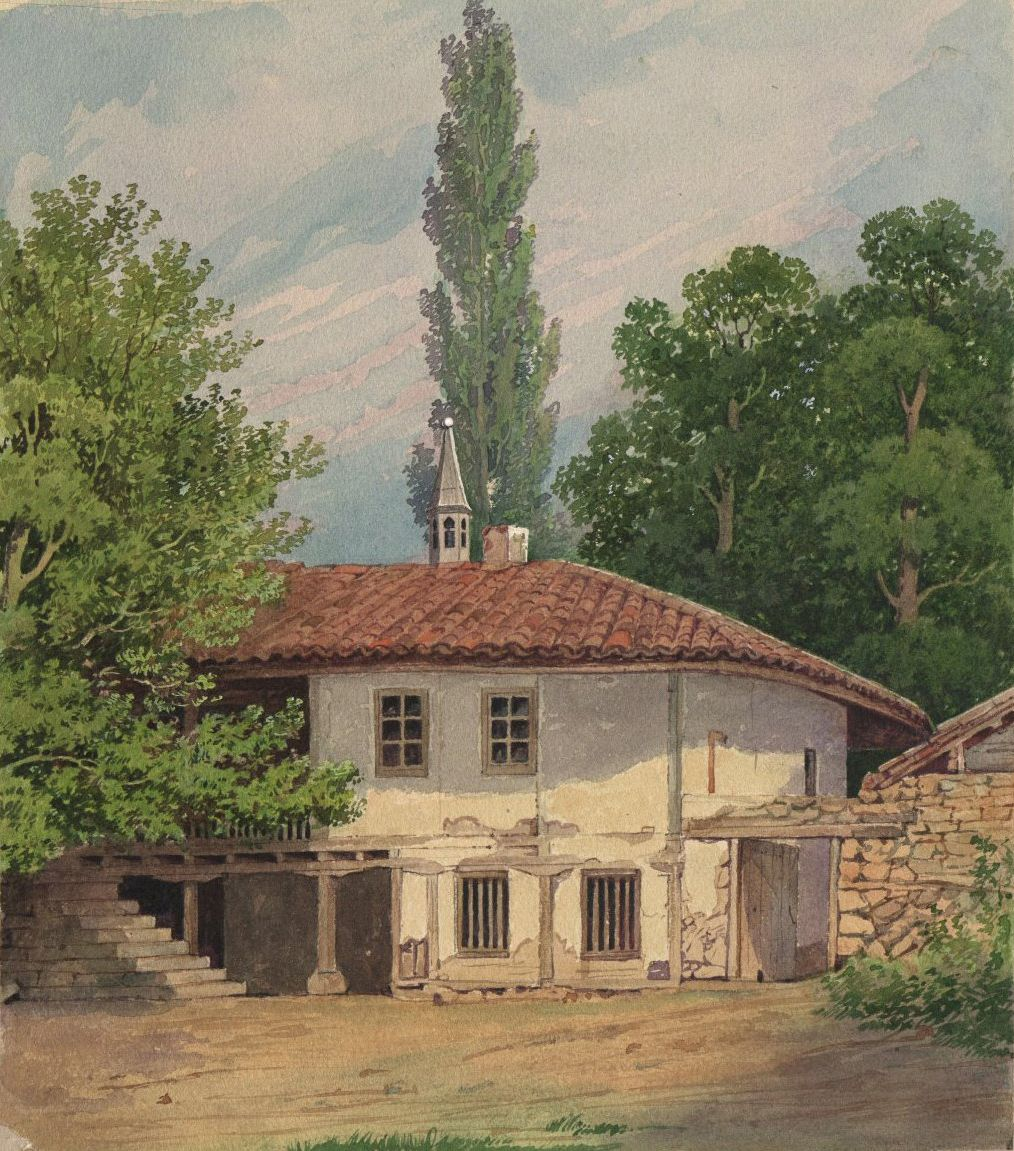
Ханэль. Древний ханский дворец. М. Вебель, 1848 год.

После установления в Крыму Советской власти, в декабре 1920 года, в бывшем имении был создан совхоз «Хан-Эли»(впоследствии — совхоз им. Чкалова). По постановлению Крымревкома от 8 января 1921 года была упразднена волостная система и село включили в состав вновь созданного Подгородне-Петровского района Симферопольского уезда, а в 1922 году уезды получили название округов. 11 октября 1923 года, согласно постановлению ВЦИК, в административное деление Крымской АССР были внесены изменения, в результате которых был ликвидирован Подгородне-Петровский район и образован Симферопольский и село включили в его состав. Согласно Списку населённых пунктов Крымской АССР по Всесоюзной переписи 17 декабря 1926 года, в селе Ново-Павловка Базарчикского сельсовета (в котором село состояло всю дальнейшую историю) Симферопольского района, числилось 43 двора, из них 41 крестьянскийх, население составляло 191 человек (92 мужчины и 99 женщин). В национальном отношении учтено: 169 русских, 12 украинцев, 5 армян, 1 болгарин, 1 немец, 3 записаны в графе «прочие». В совхоз Хан-Эли, кроме того, были включены расположенные поблизости бывшие имения Гунали, Панченко и Шакая, но на 1926 год их ещё учитывали как самостоятельные единицы Базарчикского сельсовета. На 1940 год село, вместе с сельсоветом, уже в составе Бахчисарайского района.
В 1944 году, после освобождения Крыма от фашистов, 12 августа 1944 года было принято постановление № ГОКО-6372с «О переселении колхозников в районы Крыма» по которому в район планировалось переселить 6000 колхозников и в сентябре 1944 года в район приехали первые новосёлы (2146 семей) из Орловской и Брянской областей РСФСР, а в начале 1950-х годов последовала вторая волна переселенцев из различных областей Украины. С 25 июня 1946 года Новопавловка в составе Крымской области РСФСР, а 26 апреля 1954 года Крымская область была передана из состава РСФСР в состав УССР. В послевоенные годы в селе действовал колхоз им. Микояна. С 12 февраля 1991 года село в восстановленной Крымской АССР, 26 февраля 1992 года переименованной в Автономную Республику Крым. С 21 марта 2014 года в составе Крыма аннексирована Россией.
У топонима Хан-Эли интересная история: по свидетельству Кёппена в этих местах располагался один из загородных дворцов крымских ханов: Алма-Сарай («Яблочный дворец», не сохранился). Вероятно, окрестности дворца являлись собственностью ханского дома, о чём может свидетельствовать этимология топонима Хан-Эли: «Ханский край». В районе Алма-Сарая находился особый двор, в котором жили иностранные послы.

### Известные уроженцы
Гржибовский, Николай Гилярович — садовод, Герой Социалистического Труда.